# David Rountree
Jonathan David Rountree (* 5. August in Eden, North Carolina) ist ein US-amerikanischer Schauspieler, Drehbuchautor, Produzent und Regisseur.

## Leben
Rountree hatte schon als Kind eine große Vorliebe für Sport. So belegte er in 2005 den ersten Platz in der Kategorie: Schwimmen. Heutzutage arbeitet er auch nebenbei als Schwimmtrainer und trainiert zahlreiche Anfänger, Fortgeschrittene und die Nichtschwimmer. In seiner Freizeit treibt er auch gerne Sport und spielt Baseball, American Football und Soccer.
Seinen ersten Auftritt vor der Kamera hatte David in der US-amerikanischen Fernsehserie L.A. 7. 2007 arbeitete Rountree an dem Filmprojekt Will to Power, an dem er als Darsteller, Produzent, Drehbuchautor fungierte und erstmals die Regie führen konnte.
2012 spielte Rountree im Horror-Thriller Cut!, der von zwei jungen Männern handelt, die live vor der Kamera reale Morde begehen. Mit dabei sind die Schauspieler David Banks und Allen Maldonado.

## Filmografie (Auswahl)
Filmauftritte
- 2001: Pearl Harbor
- 2002: The Diplomat
- 2003: A Life after a Life
- 2005: xXx 2 – The Next Level
- 2005: Receiver
- 2008: Will to Power – Der perfekte Mord
- 2009: Underground Street Flippers
- 2009: Staunton Hill
- 2010: In 30 Minutes
- 2012: Cut!

Fernsehauftritte
- 2000: L.A. 7
- 2003: Threat Matrix – Alarmstufe Rot
- 2004: Nazi Spies in America (TV-Spielfilm)
- 2004: Navy CIS
- 2007: LAX
- 2008: ESPY Awards (TV-Spielfilm)

Drehbuch, Regie, Produktion
- 2003: A Life after a Life
- 2008: Will to Power – Der perfekte Mord (Will to Power, auch Regie, Produzent)
- 2009: Staunton Hill, auch Produzent
- 2009: The Bee, auch Regie
- 2010: Committed, auch Regie, Produzent
- 2010: In 30 Minutes